# كريستال ويلكينسون
كريستال ويلكينسون (بالإنجليزية: Crystal Wilkinson)‏ هي مؤلفة أمريكية، ولدت في 1962 في هاملتن في الولايات المتحدة.